# Stiletta
Stiletta is een geslacht van rechtvleugeligen uit de familie Morabidae. De wetenschappelijke naam van dit geslacht is voor het eerst geldig gepubliceerd in 1976 door Key.

## Soorten
Het geslacht Stiletta omvat de volgende soorten:
- Stiletta mesai Key, 1979
- Stiletta nitida Key, 1976